# Tsetska Tsácheva
Tsetska Tsácheva Dangovska (en búlgaro: Цецка Цачева Данговска; nacida el 24 de mayo de 1958) es una jurista y política búlgara, perteneciente al partido GERB. Fue ministra de Justicia de la República de Bulgaria entre el 4 de mayo de 2017 y el 5 de abril de 2019. Anteriormente había sido presidenta de la Asamblea Nacional de Bulgaria en dos ocasiones, siendo la primera mujer en presidir la Asamblea desde su creación en 1878.

## Biografía
Nació en el pueblo de Dragana, perteneciente al municipio de Ugarchín, en la provincia de Lovech. Completó sus estudios de secundaria en Pleven en 1976 y se graduó en derecho de la Universidad de Sofía.
Miembro del Colegio de Abogados de Pleven, ejerció como abogada y posteriormente fue asesora legal jefa del municipio de Pleven durante siete años y medio hasta 2007.
Tsacheva está casada con el arquitecto Rumen Dangovski y tiene un hijo, también llamado Rumen.

## Carrera política

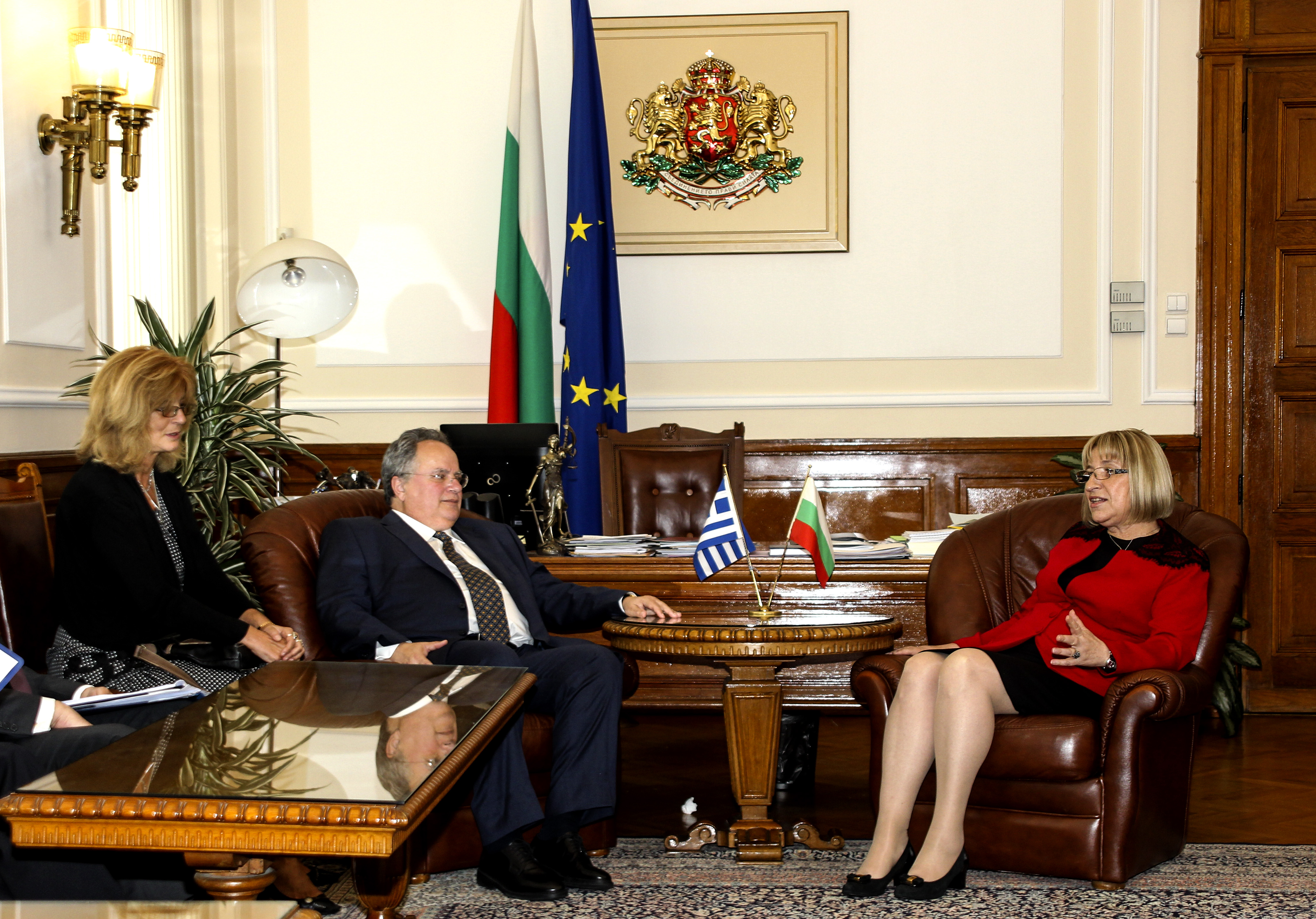

Hasta las reformas democráticas de 1989, era miembro del Partido Comunista Búlgaro, aunque dejó el partido nada más caer la República Popular de Bulgaria. En 2007, formó parte del Consejo Municipal de Pleven como miembro del partido GERB de Boiko Borísov. Fue postulada como candidata de GERB a la alcaldía de Pleven en 2007, pero quedó en tercer lugar, por detrás de Naiden Zelenogorski de la Unión de Fuerzas Democráticas, que ganó su tercer mandato en la primera vuelta, y de Vasil Antonov del Partido Socialista Búlgaro. 
En las elecciones parlamentarias búlgaras de 2009, encabezó la lista de GERB en la provincia de Pleven y también fue la candidata proporcional del partido para esa circunscripción. Ganó el voto proporcional en la provincia de Pleven con 54 880 votos, el 36,92% de los sufragios. Después de la decisiva victoria electoral de su partido, fue seleccionada como candidata de GERB para presidir la Asamblea Nacional de Bulgaria y fue elegida por 227 votos de un total de 240, y ningún voto en contra.

### Candidatura presidencial
Tsácheva fue nominada candidata de su partido para las elecciones presidenciales de 2016, con Plamen Manushev como candidato a la vicepresidencia. Ella perdió la segunda vuelta ante Rumen Radev, excomandante de la fuerza aérea. Como reacción, el primer ministro Boiko Borísov dimitió.